# Saison 2017 des Pirates de Pittsburgh
La saison 2017 des Pirates de Pittsburgh est la 136e saison de cette franchise et sa 131e en Ligue majeure de baseball.
Les Pirates terminent en 4e place de la division Centrale de la Ligue nationale avec 75 victoires et 87 défaites. Ils perdent 3 matchs de plus qu'en 2016 et jouent leur seconde saison perdante consécutives après avoir joué en séries éliminatoires chaque automne de 2013 à 2015.

## Saison régulière
La saison régulière de 162 matchs des Pirates débute le 3 avril 2017 par une visite aux Red Sox de Boston et se termine le 1er octobre suivant. Le premier match local de la saison au PNC Park de Pittsburgh oppose les Pirates aux Braves d'Atlanta le 7 avril.

### Classement
| Ligue nationale division Centrale | V  | D  | %    | Diff. | Diff. (séries) |
| --------------------------------- | -- | -- | ---- | ----- | -------------- |
| Cubs de Chicago                   | 92 | 70 | ,568 | -     | -              |
| Brewers de Milwaukee              | 86 | 76 | ,531 | 6     | 1              |
| Cardinals de Saint-Louis          | 83 | 79 | ,512 | 9     | 4              |
| Pirates de Pittsburgh             | 75 | 87 | ,463 | 17    | 12             |
| Reds de Cincinnati                | 68 | 94 | ,420 | 24    | 19             |